# Kelin Ainsworth
Kelin Ainsworth (født 24. december 1991) er en canadisk ishockeyspiller.

## Metal Ligaen

### Aalborg Pirates

#### Sæsonen 2018-19[1]
| Grundspil     | Grundspil | Grundspil | Grundspil   | Grundspil           |
| Kampe spillet | Mål       | Assists   | Point i alt | Udvisnings minutter |
| ------------- | --------- | --------- | ----------- | ------------------- |
| 15            | 1         | 4         | 5           | 25                  |
| Slutspil      |           |           |             |                     |
| Kampe spillet | Mål       | Assists   | Point i alt | Udvisnings minutter |
| 11            | 0         | 0         | 0           | 29                  |